# Pierre-Joseph Proudhon
Pierre-Joseph Proudhon (tiếng Pháp: [pjɛʁ ʒɔzɛf pʁudɔ̃]; phiên âm tiếng Việt: Pruđông; 15 tháng 1 năm 1809 – 19 tháng 1 năm 1865) là một nhà xã hội chủ nghĩa, nhà chính trị, nhà triết học, nhà kinh tế học và là người sáng lập trường phái triết học tương hỗ. Ông là người đầu tiên tuyên bố mình là một người vô trị (anarchiste), Ông được công nhận rộng rãi là một trong những nhà lý thuyết vô trị có ảnh hưởng nhất và được nhiều người coi là "cha đẻ của chủ nghĩa vô trị". Sau cách mạng năm 1848, Proudhon gia nhập nghị viện Pháp, rồi theo chủ nghĩa liên bang (federalist). Proudhon mô tả sự tự do mà ông theo đuổi là "sự dung hòa giữa chủ nghĩa cộng sản và tài sản". Một số người xếp tư tưởng tương hỗ này của ông vào dạng chủ nghĩa vô trị cá nhân, song số khác lại coi nó nên được xếp vào dạng chủ nghĩa vô trị xã hội.
Ông ca ngợi Napoléon Bonaparte tuy biết con người này là thiên tài của sự hủy diệt. Proudhon coi chiến tranh là quyền lực của sức mạnh, gần với quan điểm chân lý của đại bác của chính Napoléon.